# Rīgas Stradiņa universitāte

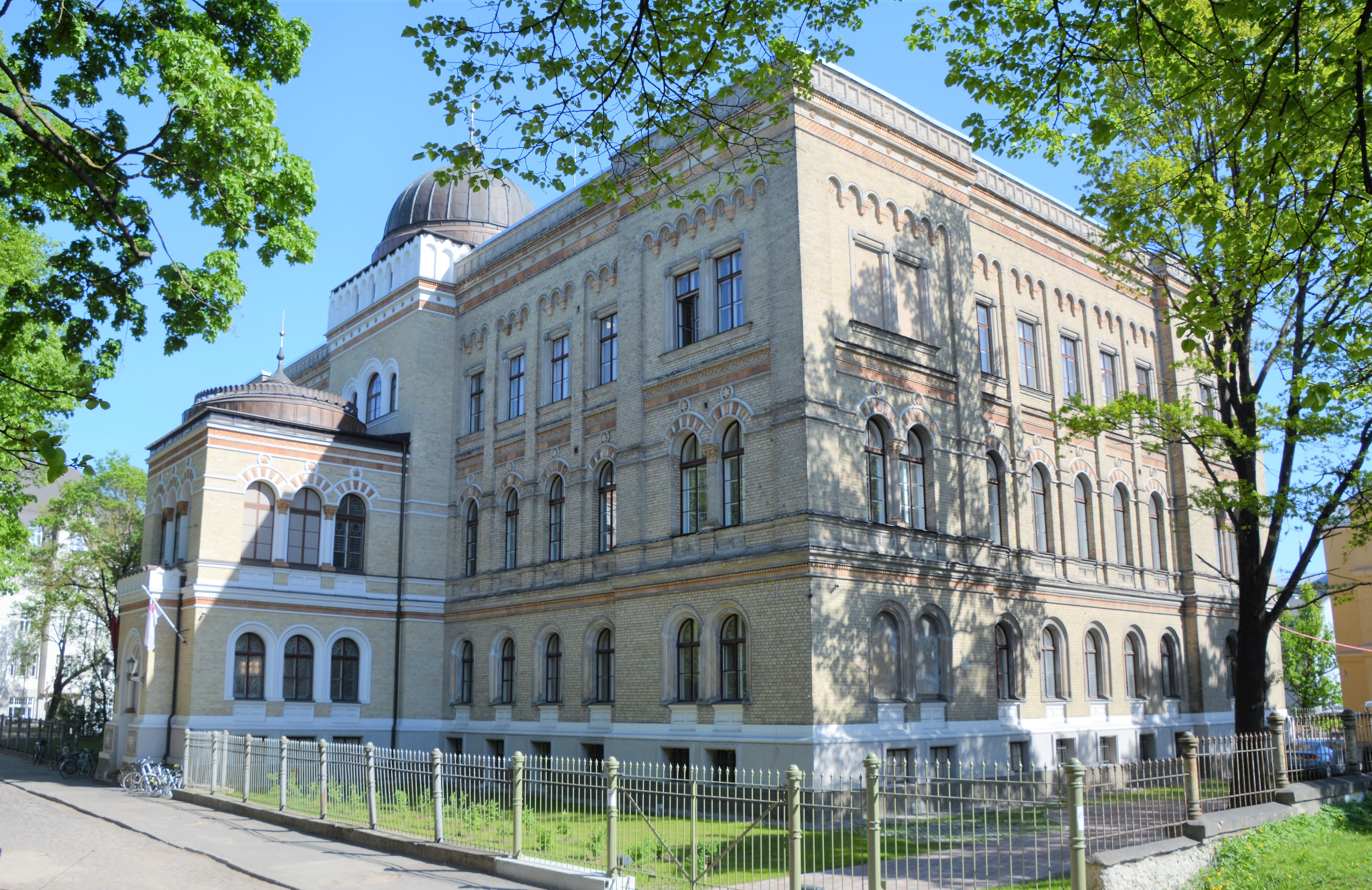
Anatomiska institutionen på Rīgas Stradiņa universitāte

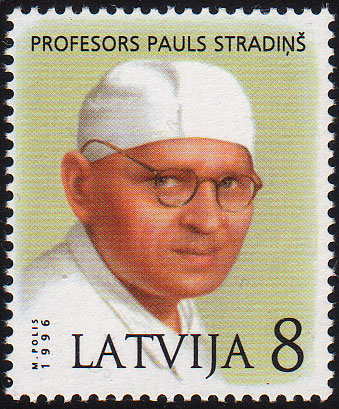
Frimärke med Pauls Stradiņš

Rīgas Stradiņa universitāte (latin: Universitas Rigensis Stradina) är ett statligt universitet beläget i Riga i Lettland. Rīgas Stradiņa universitāte har bland annat utbildningsprogram till de som vill läsa till farmaceut, läkare eller tandläkare.
Rīgas Stradiņa universitāte grundades 1950 på basis av den medicinska fakulteten på Lettlands universitet på initiativ av bland annat professorn Pauls Stradiņš (1896–1958).

## Svenska studenter
Enligt Centrala studiestödsnämndens (CSN) årliga statistik har Riga Stradiņš universitāte varit det mest populära utländska lärosätet bland svenska studenter med studiemedel varje läsår sedan 2018/19. Antalet svenskar vid universitetet har stigit för vart och ett av de sex senaste läsåren:  447 (2018/19) → 461 (2019/20) → 561 (2020/21) → 691 (2021/22) → 834 (2022/23) → 962 (2023/24) studenter.
Studenter kan ansöka antingen direkt till Rīgas Stradiņa universitāte eller via universitetets officiella representanter i Sverige.